# 응이어하인현
응이어하인현(베트남어: Huyện Nghĩa Hành / 縣義行)은 베트남 남중부 지방 꽝응아이성의 현이다.

## 행정 구역
응이어하인현은 1시진, 11사를 관할하고 있다.

### 시진
- 쯔쭈아 시진 (Thị trấn Chợ Chùa, 𢄂廚市鎭)

### 사
- 하인득 사 (Xã Hành Đức, 行德社)
- 하인중 사 (Xã Hành Dũng, 行勇社)
- 하인민 사 (Xã Hành Minh, 行明社)
- 하인년 사 (Xã Hành Nhân, 行仁社)
- 하인프엉 사 (Xã Hành Phước, 行福社)
- 하인티엔 사 (Xã Hành Thiện, 行善社)
- 하인틴 사 (Xã Hành Thịnh, 行盛社)
- 하인투언 사 (Xã Hành Thuận, 行順社)
- 하인띤동 사 (Xã Hành Tín Đông, 行信東社)
- 하인띤떠이 사 (Xã Hành Tín Tây, 行信西社)
- 하인쭝 사 (Xã Hành Trung, 行中社)